# Elachista devexella
Elachista devexella  (лат.) — вид мелких бабочек рода Elachista, семейства злаковых молей-минёров (Elachistidae). Впервые описан в 2003 году финским энтомологом Л. Кайла.

## Распространение
Эндемик России; обитает на юге Уральских гор.